# Roberto Saraiva Fagundas
Roberto Saraiva Fagundas (født 5. februar 1983) er en brasiliansk professionel fodboldspiller, som spiller på midtbanen. Han spiller for SC São Paulo i Brasilien. Han engang uden kontrakt efter at danske HB Køge ikke ville forlænge deres kontrakt med ham, han vendte derefter tilbage til hans hjemland Brasilien.